# ديتريش ويلهلم هينريتش بوش
ديتريش ويلهلم هينريتش بوش (بالألمانية: Dietrich Wilhelm Heinrich Busch)‏ هو طبيب توليد ‏ وجراح ألماني، ولد في 16 مارس 1788 في ماربورغ في ألمانيا، وتوفي في 15 مارس 1858 في برلين في ألمانيا.